# Feel (chanson de Robbie Williams)
Pour les articles homonymes, voir Feel.
Singles de Robbie Williams
My Culture
(2002) Come Undone
(2003)
Pistes de Escapology
1. How Peculiar 3. Something Beautiful
Feel est une chanson de l'artiste britannique Robbie Williams sortie le 2 décembre 2002 sous le label Chrysalis Records. 1er single extrait de son 5e album studio Escapology, la chanson a été écrite par Robbie Williams, Guy Chambers et produite par Guy Chambers, Steve Power. Feel a rencontré un grand succès à travers le monde atteignant le top 10 en Autriche, en Allemagne, en Hongrie, aux Pays-Bas ; le top 5 en Danemark, en Irlande au Royaume-Uni.

## Clip vidéo
La jeune femme présente dans le clip est Daryl Hannah, notamment connue pour avoir joué 20 ans plus tôt le rôle de Pris dans Blade Runner en 1982.

## Performance dans les hit-parades
La chanson est sortie pour être numéro un pour noël au Royaume-Uni, mais le single atteint 4e et reste 4 semaines dans le top 10. Feel devient son plus grand hit international et son single le plus vendu en Europe. Le single atteint la 1re place en Argentine, en Hongrie, en Italie, en Inde, en Lettonie au Portugal, au Mexique et aux Pays-Bas. Le titre a rencontré un grand succès également au Canada, le top 10 est atteint et reste 54 semaines dans le classement. Aux États-Unis, le single n'a pas rencontré de succès, il n'entre pas dans le Billboard Hot 100. AU Royaume-Uni, Feel s'est écoulé à 245 000 exemplaires vendus.

## Liste des pistes
- UK / Canada CD

1. Feel - 4:22
2. Nobody Someday [Demo Version] - 2:53
3. You're History - 4:44
4. Photo Gallery & Video Clips"

- UK DVD

1. Feel [Video] - 4:22
2. You're History [Audio] - 4:44
3. Nobody Someday [Demo Version - Audio] - 2:53

CD-Maxi
1. Feel (Album Version) - 4:22
2. Nobody Someday (Demo Version)	- 2:53
3. You're History - 4:44

- Extras:
  - Robbie Photo Gallery
  - Robbie Video Clips

7" Single
1. Feel - 4:22
2. Come Undone - 4:38

## Classements et certifications
| Classement (2002-2003)                  | Meilleure position |
| --------------------------------------- | ------------------ |
| Allemagne (Media Control AG)            | 3                  |
| Australie (ARIA)                        | 10                 |
| Autriche (Ö3 Austria Top 40)            | 3                  |
| Belgique (Flandre Ultratop 50 Singles)  | 5                  |
| Belgique (Wallonie Ultratop 50 Singles) | 6                  |
| Canada (Canadian Hot 100)               | 9                  |
| Danemark (Tracklisten)                  | 4                  |
| États-Unis (Adult Top 40)               | 28                 |
| Finlande (Suomen virallinen lista)      | 13                 |
| France (SNEP)                           | 6                  |
| Irlande (IRMA)                          | 4                  |
| Italie (FIMI)                           | 1                  |
| Nouvelle-Zélande (RMNZ)                 | 7                  |
| Norvège (VG-lista)                      | 2                  |
| Pays-Bas (Single Top 100)               | 1                  |
| Royaume-Uni (UK Singles Chart)          | 4                  |
| Suède (Sverigetopplistan)               | 3                  |
| Suisse (Schweizer Hitparade)            | 4                  |

| Pays      | Certification | Ventes   |
| --------- | ------------- | -------- |
| Australie | Or            | 35,000+  |
| Autriche  | Or            | 15,000+  |
| France    | Or            | 200,000+ |
| Allemagne | Or            | 150,000+ |
| Suède     | Or            | 10,000+  |
| Suisse    | Or            | 20,000+  |